# Dilkea clarkei
Dilkea clarkei je biljka iz porodice Passifloraceae, roda Dilkea. Prihvaćeno je ime. Nema sinonima. Spada u podrod Dilkea.
Raste u Gvajani, u Gornjoj Demerari-Berbice, Gornjem Takutuu, Gornjem Essequibu.
Nazvana je po Hughu Davidu Clarkeu, botaničaru Sveučilišta Sjeverne Karoline u Ashevilleu koji je prikupljao floru iz Gvajane. Primjerke ove biljke ubrao je u planinama Kamoa na 520 metara nadmorske visine, u regiji Gornji Takutu - Gornji Essequibo.

Nije svrstana u IUCN-ov popis ugroženih vrsta.

## Vanjske poveznice
- Dilkea na Germplasm Resources Information Network (GRIN)  Arhivirana inačica izvorne stranice od 5. svibnja 2009. (Wayback Machine), SAD-ov odjel za poljodjelstvo, služba za poljodjelska istraživanja.